# Suzan Anbeh
Suzan Anbeh (ur. 18 marca 1970 w Oberhausen) – niemiecka aktorka i modelka.

## Życiorys
Suzan urodziła się w 1970 roku. Jej matka była Niemką, a ojciec – lekarz pochodził z Iranu. W wieku 17 lat zamieszkała we Francji, gdzie pracowała jako modelka i aktorka w paryskim teatrze. Na ekranie zadebiutowała w 1993 roku. Była żoną austriackiego aktora Bernarda Shira, rozwiedli się w 2008. Obecnie Suzan mieszka w Berlinie.

## Filmografia

### Filmy
- 1995: Francuski pocałunek jako Juliette
- 1995: Murire Va
- 1996: Szczęśliwy dzień (One Fine Day)
- 1998: En deux temps
- 1999: Cinq minutes de détente
- 2000: Aquarios
- 2001: Książę z bajki
- 2002: Charlotte
- 2002: L’Alexandrophagie
- 2003: Agnes i jego bracia
- 2006: Cząstki elementarne
- 2005: Comme tout le monde
- 2006: Fay Grim
- 2009: Drzwi

### Seriale
- 1994: L’enfant gate
- 1994: Sauves par le gong
- 1998: Blague à part
- 1999: Der Fahnder
- 2000: Denninger
- 2001: Der Kranichmann
- 2001: Dom Sióstr
- 2002: Largo Winch
- 2002: Soko Lepizg
- 2002: Verliebte Diebe
- 2003: Małżeństwo czyni mnie nerwowym
- 2004: Ums Paradies betrogen
- 2004: Himmlischer Verführer
- 2005: Ein Geschenk des Himmels
- 2005: Fünf Sterne
- 2005: Helen, Fred i Ted jako Marie
- 2005: Miłość ma skrzydła
- 2005:  Mätressen – Die geheime Macht der Frauen: Die Geliebte des Königs
- 2006: Der Kriminalist jako Lara Solovjev
- 2006: Abenteuer Ferienhaus
- 2006: Heute heiratet mein Ex jako Paula Andersen
- 2006: Irrwege zum Glück
- 2007: Die Zürcher Verlobung: Drehbuch zur Liebe
- 2008: Der Kriminalist jako Lara Solovjev
- 2008: Kobra – oddział specjalny – odc.: Wśród wrogów (Unter Feinden) jako Tanja Brand
- 2008: Ein Ferienhaus auf Ibiza jako Henriette
- 2008: Facet mojej przyjaciółki
- 2008:  Inga Lindström: Hannas Fest jako Maja Janson
- 2008: Leo und Marie – Eine Weihnachtsliebe jako Susanne Pascheidt
- 2009: Emilie Richards – Tęsknota za Nową Zelandią
- 2010: Wer zu lieben wagt
- 2010: Im Schatten des Pferdemondes
- 2010: Håkan Nesser’s Inspektor Barbarotti: Mensch ohne Hund jako Marianne Grimberg
- 2011: Håkan Nesser’s Inspektor Barbarotti: Verachtung jako Marianne Grimberg
- 2011: Inga Lindström: Das dunkle Haus
- 2011: Rosamunde Pilcher: Cztery kobiety
- 2011: Der Mann auf dem Baum
- 2011: Wczesna godzina
- 2012: Ostatni gliniarz (Der letzte Bulle) jako Christine Wegner
- 2012: Allein gegen die Zeit jako Carla Brehmer
- 2014: Tatort: Wahre Liebe jako Natascha Klein